# Ледоколы типа Капитан Сорокин
Ледоколы этого типа представляют собой трёхвинтовые двухпалубные линейные дизель-электрические суда, с ледокольным носом, транцевой кормой и с расположенными в центральной части корпуса палубной надстройкой и машинным отделением, а также оборудованными вертолётной площадкой в кормовой части.

## Ледоколы серии
К ледоколам типа «Капитан Сорокин» относятся суда, построенные на финской верфи «Вяртсиля» для Финляндии, СССР и Аргентины. В настоящее время в составе ледокольного флота России находятся 4 ледокола этого типа:
| Название            | Спущен на воду | Предполагаемый год списания |
| ------------------- | -------------- | --------------------------- |
| «Капитан Сорокин»   | 1977           |                             |
| «Капитан Николаев»  | 1978           |                             |
| «Капитан Драницын»  | 1980           |                             |
| «Капитан Хлебников» | 1981           |                             |

## Упоминание в кино
В 1979 году на ледоколе «Капитан Сорокин» Юрий Визбор снимал документальный фильм «Мурманск-198», повествующий о непростых буднях моряков, работающих на ледоколах. Ледокол «Капитан Сорокин» упоминается в песне Юрия Визбора «Полярная сова».

### Фотогалереи и базы данных по приписке
- Список ледоколов проекта 1101.